# Famille von Bernuth
La famille von Bernuth est le nom d'une famille noble de l'ancien comté de Barby.

## Histoire

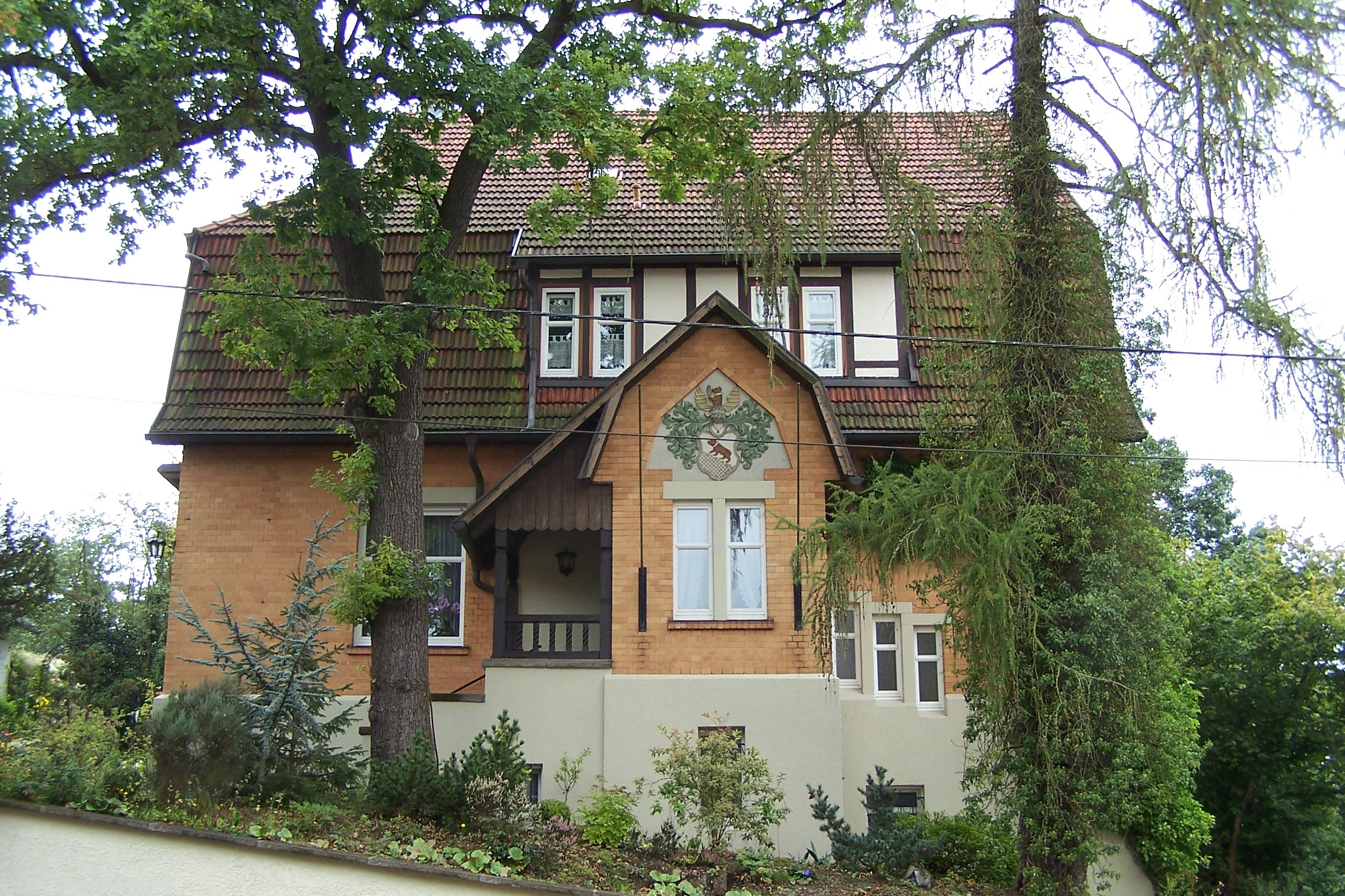
Maison d'habitation du major général Leo von Bernuth à Eisenach

La famille apparaît pour la première fois dans des documents en 1655 avec le bourgeois Hans Barnuht à Groß Rosenburg an der Saale, où les premiers Bernuth ont travaillent comme enseignants pendant plusieurs générations.
Le 20 novembre 1786, les frères Johann Matthias et Jacob Johann Christian von Bernuth sont élevés à la noblesse prussienne. Tous deux sont dans la fonction publique prussienne, Johann Matthias en tant que directeur de la chambre de guerre et du domaine prussien à Clèves ; il amène la famille dans la région rhénane-westphalienne. Son frère est conseiller fiscal de guerre et de domaine prussien à Hamm.
Depuis 1850, les Bernuth se trouvent également en Prusse-Occidentale, dans l'arrondissement d'Emden, dans les provinces de Posnanie, de Silésie et de Poméranie, en Autriche ainsi qu'aux États-Unis. Le major général en retraite Leo von Bernuth vit dans une villa construite pour lui dans la colonie Karthäuserhöhe à Eisenach, qui est ornée des armoiries proéminentes de la famille von Bernuth. Une association familiale existe depuis 1911. La famille fournit plusieurs officiers supérieurs actifs et des fonctionnaires au milieu du XXe siècle, et conserve des terres à l'est avec Borowo et Keßburg en Prusse-Occidentale jusqu'en 1945.

## Armes

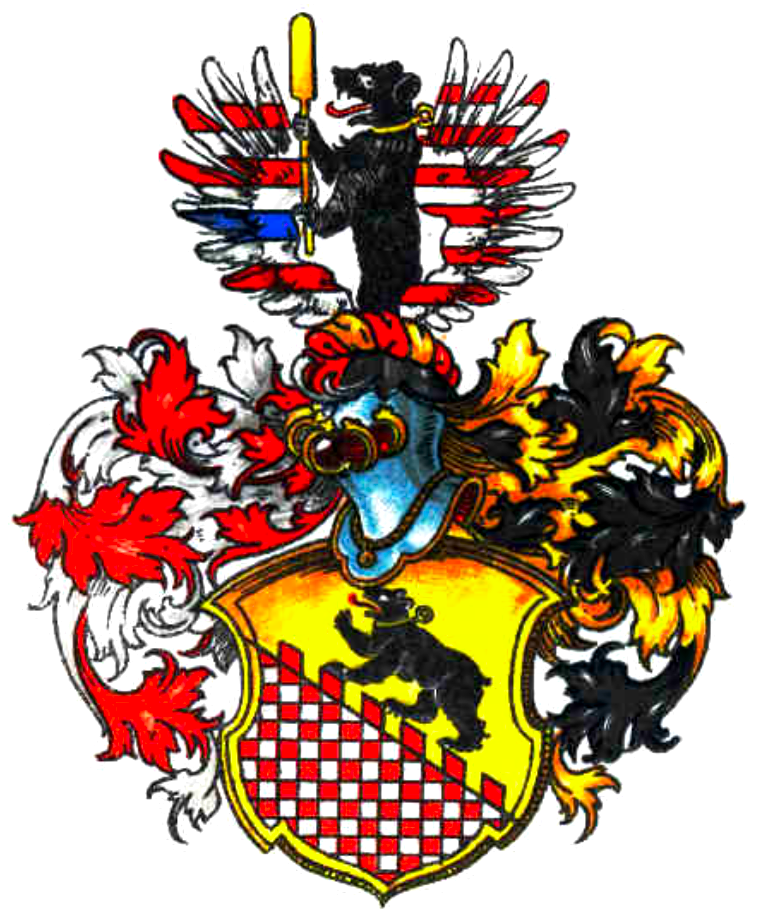
Armoiries de la famille von Bernuth

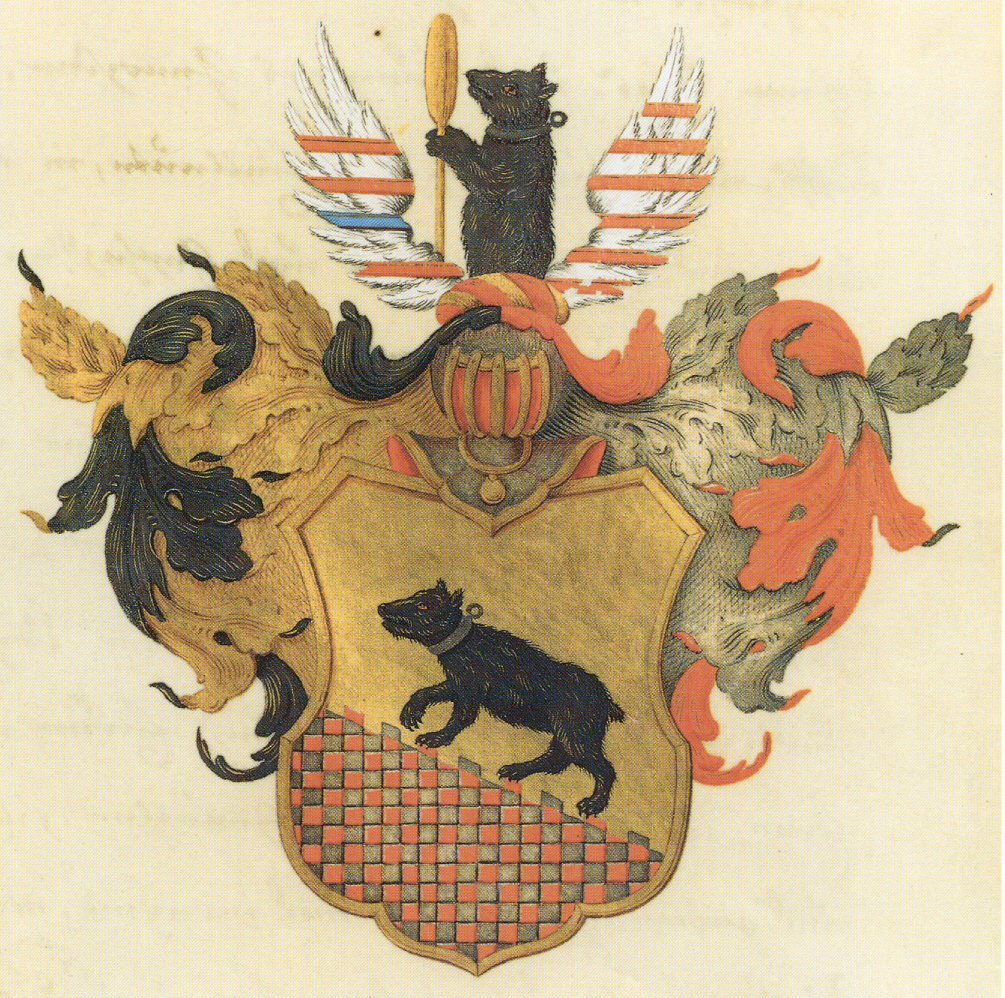
Bernuth dans les armoiries

Un ours noir marchant avec un collier argenté en or sur un mur crénelé diagonal rouge et argent. Sur le casque aux lambrequins noires et dorées à droite et rouges et argentées à gauche, l'ours grandit, tenant une rame dorée dans ses pattes entre un vol ouvert de hérons argentés. L'aile droite a 4 bandes (rouge, rouge, bleu, rouge), l'aile gauche a six bandes rouges.

## Personnalités
- August von Bernuth (de) (1808-1889), ministre prussien de la Justice
- Bernhard Johann von Bernuth (de) (1863-1942), propriétaire de manoir, fermier du domaine d'État et industriel de l'industrie sucrière.
- Christoph von Bernuth (de) (né en 1968), metteur en scène d'opéra allemand.
- Clemens von Bernuth (1848-1922), major général prussien[4]
- Emil von Bernuth (de) (1797-1882), administrateur prussien de l'arrondissement de Lennep.
- Ernst von Bernuth (1833-1923), officier et peintre paysagiste allemand.
- Ernst von Bernuth (1842-1912), lieutenant-général prussien.
- Friedrich Heinrich von Bernuth (de) (1789-1859), administrateur prussien de l'arrondissement de Rees (de)
- Fritz von Bernuth (de) (1819-1906), major général prussien
- Fritz von Bernuth (né en 1942), directeur exécutif de la fondation Franz-Cornelsen, directeur général de longue date de la Cornelsen Verlagsholding
- Friedrich von Bernuth (de) (1757-1832), fonctionnaire au service de la France et de la Prusse, président du district d'Arnsberg
- Friedrich von Bernuth (de) (1865-1943), fonctionnaire administratif prussien, administrateur de l'arrondissement de Rees (de) et de l'arrondissement de Lötzen (de) et vice-président du gouvernement.
- Jakob von Bernuth (de) (1729-1797), conseiller de guerre et des domaines prussien
- Johann Ludwig von Bernuth (de) (1770-1857), conseiller de guerre et des domaines prussien et conseiller fiscal en chef à Berlin.
- Johann Matthias von Bernuth (de) (1716-1797), directeur de chambre du Conseil de la guerre et des domaines à Clèves
- Julius von Bernuth (de) (1830-1902), compositeur et chef d'orchestre allemand
- Julius von Bernuth (de) (1861-1957), major général allemand
- Julius von Bernuth (1897-1942), major général allemand
- Julius August von Bernuth (de) (1782-1857), fonctionnaire prussien et administrateur de l'arrondissement de Bielefeld (de)
- Leo von Bernuth (1851-1944), major général prussien[5]
- Otto von Bernuth (1816–1887), chef de la police berlinoise, président du district de Cologne, député de la Chambre des représentants de Prusse et administrateur de l'arrondissement de Liegnitz